# Църковна музика
Църковната музика е християнска музика, написана за изпълнение в църква или всякаква музикална обстановка на църковна литургия, или музика, съставена от думи, изразяващи предложения от свещен характер, като химн.

## История

### Ранна християнска музика
Единственият запис на обща песен в Евангелията е последната среща на учениците преди Разпятието. Извън Евангелията има препратка към Свети Павел, който насърчава ефесяните и колосяните да използват псалми, химни и духовни песни.
По-късно има препратка в Плиний Млади, който пише на император Траян (53 – 117), като иска съвет как да преследва християните във Витиния и описва практиката им да се събират преди изгрев слънце и да повтарят антифонно „химн на Христос, като към Бога". Антифонната псалмодия е пеене или музикално свирене на псалми от редуващи се групи изпълнители. Особената огледална структура на еврейските псалми прави вероятно антифонният метод да произхожда от службите на древните израилтяни. Според историка Сократ от Константинопол, въвеждането му в християнското богослужение се дължи на Игнатий от Антиохия (умрял през 107 г.), който във видение е видял ангелите да пеят в алтернативни хорове.
През първите два или три века християнските общности включиха в своите празници характеристики на гръцката музика и музиката на други култури, граничещи с източното Средиземно море. Докато ранната църква се разпространява от Йерусалим до Мала Азия, Северна Африка и Европа, тя поглъща други музикални влияния. Например, манастирите и църквите в Сирия са били важни за развитието на пеенето на псалми и използването на строфични молитвени песни или химни. Използването на инструменти в раннохристиянската музика изглежда е било неодобрено. В края на 4-ти или началото на 5-ти век Свети Йероним пише, че една християнска девойка не трябва дори да знае какво е лирата или флейтата или за какво се използват. Доказателствата за музикални роли през 6-ти до 7-ми век са особено оскъдни поради цикъла от нашествия на германските племена на Запад и доктриналните и политически конфликти на Изток, както и последващата нестабилност на християнските институции в бившата Римска империя. Традиционно се смята, че въвеждането на църковна органна музика датира от времето на папството на папа Виталиан през 7 век.

### Григорианско песнопение
Григорианско песнопение е основната традиция на западния плаинкант, форма на монофонично литургично песнопение на западното християнство, което придружава отслужването на литургия и други ритуални служби. Тази музикална форма произхожда от монашеския живот, в който пеенето на „Божествената служба“ девет пъти на ден в правилните часове се поддържа според Правилото на Свети Бенедикт. Пеенето на псалми представлява голяма част от живота в една монашеска общност, докато по-малка група и солисти пеели песнопения.
В дългата си история григорианското пеене е претърпяло много постепенни промени и някои реформи. Тя е организирана, кодифицирана и нотирана главно във франкските земи на Западна и Централна Европа през 12-ти и 13-ти век, с по-късни допълнения и редакции, но текстовете и много от мелодиите имат предшественици, датиращи от няколко века по-рано. Въпреки че легенда от 9-ти век приписва на папа Григорий Велики това, че лично е изобретил григорианското песнопение, като е получил мелодиите на песнопението чрез божествената намеса на Светия Дух, учените сега вярват, че песнопението, носещо неговото име, е възникнало от по-късен каролингски синтез на римски и галикански напев.
През следващите векове традицията на песнопенията все още е в основата на църковната музика, където се променя и придобива различни натрупвания. Дори полифоничната музика, възникнала от почтените стари песнопения в Органа от Леонен и Перотен в Париж (1160 – 1240), завършва с монофонично пеене и в по-късните традиции нови стилове на композиция се практикуват в съпоставяне (или съжителство) с монофонично пеене. Тази практика продължи през живота на Франсоа Купрен, чиито органни меси трябваше да се изпълняват с редуващо се хомофонично песнопение. Въпреки че почти не се използва след бароковия период, григорианския напев преживява възраждане през 19 век в Католическата църква и англо-католическото крило на Англиканската общност.

### Меса
Месата е форма на музика, която поставя частите от евхаристийната литургия (главно принадлежаща на Католическата църква, църквите на Англиканската общност, а също и на Лутеранската църква) на музика. Повечето меси са настройки на литургията на латински, традиционния език на Католическата църква, но има значителен брой написани на езиците на некатолическите страни, където народното богослужение отдавна е норма. Например, има много литургии (често наричани „Служби за причастие“), написани на английски за Англиканската църква. Във време, когато християнството се състезава за известност с другите религии, музиката и песнопенията често били красиви и сложни, за да привлекат нови членове към Църквата.
Музиката е неразделна част от месата. Съпровожда различни обредни действия и допринася за цялостността на богослужението. Музиката в месата е дейност, която участниците споделят с другите в празниците, посветени на Исус Христос.
Месите могат да бъдат акапелни, само за човешкия глас, или могат да бъдат придружени от инструментални облигато до и включително пълен оркестър. Много литургии, особено по-късните, никога не са били предназначени да бъдат изпълнявани по време на честването на истинска литургия.
Като цяло, за да бъде една композиция пълна меса, тя трябва да съдържа следните неизменни пет части, които заедно съставляват ординария на месата.
- Кирие елейсон ("Господи, помилуй")
- Глория ("Слава на Бога във висините")
- Credo („Вярвам в един Бог“), Никейският символ на вярата
- Sanctus („Свят, свят, свят“), чиято втора част, започваща с думата „Benedictus“ („Благословен е той“), често се пее отделно след освещаването, ако месата е дълга. (Вижте Benedictus за други песнопения, започващи с тази дума.)
- Agnus Dei ("Агнец Божий")

Тази особеност на обикновената меса породи традиция на композицията на меса, към която са допринесли много известни композитори от стандартния концертен репертоар, включително Бах, Хайдн, Моцарт и Бетовен.
Заупокойната литургия, или реквиема е модифицирана версия на обикновената меса. Музикалните особености на реквиема имат дълга традиция в западната музика. Има много забележителни произведения в тази традиция, включително тези на Окегем, Пиер дьо ла Рю, Брумел, Жан Ришафор, Педро де Ескобар, Антоан дьо Февин, Моралес, Палестрина, Томас Луис де Виктория, Моцарт, Госек, Керубини, Берлиоз, Брамс , Брукнер, Дворжак, Фредерик Делиус, Морис Дюрюфле, Форе, Лист, Верди, Хърбърт Хоуелс, Стравински, Бритън, Дьорди Лигети, Пендерецки, Хенце и Андрю Лойд Уебър.
В литургичната меса има различни други части, които могат да се пеят, често в стил григориански песнопения. Тези части, „правилните“ на месата се променят според деня и сезона според църковния календар или според специалните обстоятелства на месата. Правилното съдържание на меса обикновено не е поставено на музика в самата меса, освен в случай на реквием меса, но може да бъде предмет на мотети или други музикални композиции. Разделите на правилната меса включват интроит, градуал, алилуя или трактат (в зависимост от времето на годината), жертвоприношение и причастие.

### Коледни песни
Коледарската песен е празнична песен, обикновено религиозна, но не непременно свързана с църковното богослужение, често имаща народен характер. Днес коледната песен е: представена почти изключително от коледната песен, адвентната песен и в по-малка степен от великденската песен.
Традицията на коледните песни датира от 13-ти век, въпреки че коледните песни първоначално са били общи песни, които се пеят по време на празненства като при прилив на реколта, както и Коледа. Едва в края на 18-ти и 19-ти век коледните песни започват да се пеят в църквата и да се свързват специално с Коледа. Традиционно коледните песни често се основават на средновековни акордови прогресии и именно това им придава характерния звук. Някои коледарски песни като „Personent hodie“ и „Angels from the Realms of Glory“ могат да бъдат проследени директно до Средновековието и са сред най-старите музикални композиции, които все още се пеят редовно.
Коледарите претърпяват спад в популярността след Реформацията в страните, където протестантските църкви придобива известност (въпреки че добре известни реформатори като Мартин Лутер са автори на коледни песни и насърчават използването им в богослужението), но оцеляват в селските общности до възраждането на интереса към коледарите през 19 век. Първото появяване в печат на „God Rest Ye Merry, Gentlemen“, „The First Noel“, „I Saw Three Ships“ и „Hark the Herald Angels Sing“ е в Christmas Carols Ancient and Modern (1833) от Уилям Сандис. Композитори като Артър Съливан спомогат за повторното популяризиране на коледната песен и именно този период дава началото на такива любими песни като „Good King Wenceslas“ и „It Came Upon the Midnight Clear“, песен от Нова Англия, написана от Едмънд Х. Сиърс и Ричард С. , Уилис.

### Християнска химнодия
Тома Аквински, в увода към своя коментар върху Псалмите, дефинира християнския химн по следния начин: „Hymnus est laus Dei cum cantico; canticum autem exultatio mentis de aeternis habita, prorumpens in vocem.“ („Химнът е възхвала на Бога с песен; песента е радостта на ума, който се занимава с вечни неща, избухващ в гласа.“) Най-ранните християнски химни се споменават около 64г. от Свети Павел в писмата му. Гръцкият химн Hail Gladdening Light е споменат от Свети Василий около 370 г. Латинските химни се появяват приблизително по същото време, повлияни от Свети Амвросий от Милано. Раннохристиянските химни са известни като песни и често се основават на библейски пасажи, различни от псалмите; те все още се използват в католическата, лютеранската, англиканската и методистката литургия, примери са Te Deum и Benedicite Пруденций, испански поет от края на 4 век, е един от най-плодотворните писатели на химни на времето. Ранните келтски химни, свързани със Свети Патрик и Свети Колумба  Аппстол на пиктите, включително химна Saint Patrick's Breastplate на Свети Патрик, могат да бъдат проследени до 6-ти и 7-ми век. Католическите химнодии в западната църква въвеждат четиригласната вокална хармония като норма, възприемайки мажорни и минорни тонове и започва да се ръководи от орган и хор.
Протестантската реформация довело до две противоречиви нагласи към химните. Единия подход тогава бил регулативният принцип на богослужението, предпочитан от много цвинглианци, между другото калвинисти, смятала всичко, което не е директно разрешено от Библията, за ново и католическо въведение в богослужението, което трябва да бъде отхвърлено. Всички химни, които не са били директни цитати от Библията, попадат в тази категория. Такива химни тогава били забранени, както и всякаква форма на инструментален музикален съпровод, а органите били взети от църквите. Вместо химни се пеели библейски псалми, най-често без съпровод. Това е известно като изключителна псалмодия. Примери за това все още могат да бъдат намерени на различни места, включително Churches of Christ и „свободните църкви“ в западна Шотландия.
Другият реформаторски подход, предпочитан от Мартин Лутер, довежда до изблик на писане на химни и сборно пеене. Лутер и неговите последователи често използвали своите химни или хорали, за да преподават принципи на вярата на богомолците. По-ранните английски писатели са склонни да перифразират библейски текст, особено псалми; Айзък Уотс следва тази традиция, но също така се смята, че е написал първия английски химн, който не е пряка парафраза на Писанието. По-късните писатели имат още повече свобода, като някои дори включиха алегория и метафора в своите текстове.
Химните на Чарлз Уесли разпространяват методистката теология не само в методизма, но и в повечето протестантски църкви. Той разработи нов фокус: изразяване на личните чувства във връзката с Бог, както и простото поклонение, което се вижда в по-старите химни. Методисткото Възраждане от 18-ти век създава експлозия в писането на химни на уелски, което продължава през първата половина на 19-ти век.
Афро-американците са разработили богата химнодия от спиричуълс, изпяти по време на робството. По време на Второто голямо пробуждане в Съединените щати това доведе до появата на нов популярен стил. Фани Кросби, Айра Д. Санки и други продуцираха музика за свидетелства за евангелистки кръстоносни походи. Те често се наричат „евангелски песни“ за разлика от химните, тъй като обикновено включват рефрен (или припев) и обикновено (макар и не винаги) по-бързо темпо от химните. Като примери за разграничението, „Amazing Grace“ е химн (без рефрен), но „How Great Thou Art“ е госпъл песен. През 19-ти век жанрът на евангелската песен се разпространява бързо в протестантството и в по-малка, но все пак определена степен в католицизма. Жанрът на евангелската песен е непознат в богослужението сам по себе си от източноправославните църкви, които разчитат изключително на традиционни песнопения и не допускат инструментален съпровод.
Наред с по-класическата сакрална музика на композитори, вариращи от Моцарт до Монтеверди, католическата църква продължава да произвежда много популярни химни като Lead, Kindly Light, Тиха нов, „O Sacrament Divine“ и „Faith of our Fathers“.

#### Съвременна химнодия
Много църкви днес използват съвременна музика за богослужение, която включва набор от стилове, често повлияни от популярната музика. Този стил започва в края на 60-те години и става много популярен през 70-те години. Отличителна форма е модерният, жив съвременен госпел стил.

## Литетатура
- A.C. Zenos, ed., "The Ecclesiastical History of Socrates Scholasticus", in A Select Library of Nicene and Post-Nicene Fathers of the Christian Church. Second Series, ed. Philip Schaff and Henry Wace. Grand Rapids: W. B. Eerdmans Publishing Company 1957.
- Hutchings, Arthur. Church Music in the Nineteenth Century, in series, Studies in Church Music. New York: Oxford University Press, 1967. 166 p.
- Robin Sheldon, ed. In Spirit and in Truth: Exploring Directions in Music in Worship Today. London: Hodder & Stoughton, 1989. x, 198 p. ISBN 0-340-48715-1